# Сборная Польши по футболу (до 17 лет)
Сборная Польши по футболу до 17 лет — польская сборная вышеуказанной возрастной категории, собирающаяся для игр чемпионатов Европы и мира по футболу среди юношей. На чемпионате мира играла только в 1993 году и стала пятой, а на чемпионатах Европы собрала полный комплект наград: золото в 1993 году, серебро в 1999 году и бронзу в 1990 и 2012 годах.